# Roemeens curlingteam (mannen)
Het Roemeense curlingteam vertegenwoordigt Roemenië in internationale curlingwedstrijden.

## Geschiedenis
Roemenië nam voor het eerst deel aan een groot toernooi tijdens het Europees kampioenschap van 2011 voor C-landen in het Deense Tårnby. De eerste wedstrijd ooit, tegen Slovenië, werd mooi gewonnen: 10-3. Het team beëindigde het toernooi op een zesde plek, ruim onvoldoende om promotie naar de B-divisie af te dwingen. Een jaar later was Roemenië opnieuw present op het EK voor C-landen. Ditmaal kon het Roemeense team slechts één wedstrijd winnend afsluiten. Roemenië eindigde wederom op de zesde plek, en miste zo opnieuw promotie naar de B-divisie.
In 2013 was het wel raak: Roemenië eindigde op de tweede plaats in de C-divisie, en mocht zo voor het eerst aantreden in de B-divisie. Hierin eindigde Roemenië op de 24ste en op twee na laatste plaats. Hiermee werd het behoud wel verzekerd en werd de beste Roemeense prestatie tot nog toe neergezet. Een jaar later degradeerde Roemenië echter wel terug naar de C-divisie, door laatste te zijn geëindigd in de B-groep. Sedertdien wisten de Roemenen geen nieuwe promotie meer af te dwingen.

## Roemenië op het Europees kampioenschap
| Jaar | Plaats        | Skip          | WG            | W             | V             | PV            | PT            |
| ---- | ------------- | ------------- | ------------- | ------------- | ------------- | ------------- | ------------- |
| 1975 | Geen deelname | Geen deelname | Geen deelname | Geen deelname | Geen deelname | Geen deelname | Geen deelname |
| 1976 | Geen deelname | Geen deelname | Geen deelname | Geen deelname | Geen deelname | Geen deelname | Geen deelname |
| 1977 | Geen deelname | Geen deelname | Geen deelname | Geen deelname | Geen deelname | Geen deelname | Geen deelname |
| 1978 | Geen deelname | Geen deelname | Geen deelname | Geen deelname | Geen deelname | Geen deelname | Geen deelname |
| 1979 | Geen deelname | Geen deelname | Geen deelname | Geen deelname | Geen deelname | Geen deelname | Geen deelname |
| 1980 | Geen deelname | Geen deelname | Geen deelname | Geen deelname | Geen deelname | Geen deelname | Geen deelname |
| 1981 | Geen deelname | Geen deelname | Geen deelname | Geen deelname | Geen deelname | Geen deelname | Geen deelname |
| 1982 | Geen deelname | Geen deelname | Geen deelname | Geen deelname | Geen deelname | Geen deelname | Geen deelname |
| 1983 | Geen deelname | Geen deelname | Geen deelname | Geen deelname | Geen deelname | Geen deelname | Geen deelname |
| 1984 | Geen deelname | Geen deelname | Geen deelname | Geen deelname | Geen deelname | Geen deelname | Geen deelname |
| 1985 | Geen deelname | Geen deelname | Geen deelname | Geen deelname | Geen deelname | Geen deelname | Geen deelname |
| 1986 | Geen deelname | Geen deelname | Geen deelname | Geen deelname | Geen deelname | Geen deelname | Geen deelname |
| 1987 | Geen deelname | Geen deelname | Geen deelname | Geen deelname | Geen deelname | Geen deelname | Geen deelname |
| 1988 | Geen deelname | Geen deelname | Geen deelname | Geen deelname | Geen deelname | Geen deelname | Geen deelname |
| 1989 | Geen deelname | Geen deelname | Geen deelname | Geen deelname | Geen deelname | Geen deelname | Geen deelname |
| 1990 | Geen deelname | Geen deelname | Geen deelname | Geen deelname | Geen deelname | Geen deelname | Geen deelname |
| 1991 | Geen deelname | Geen deelname | Geen deelname | Geen deelname | Geen deelname | Geen deelname | Geen deelname |
| 1992 | Geen deelname | Geen deelname | Geen deelname | Geen deelname | Geen deelname | Geen deelname | Geen deelname |
| 1993 | Geen deelname | Geen deelname | Geen deelname | Geen deelname | Geen deelname | Geen deelname | Geen deelname |
| 1994 | Geen deelname | Geen deelname | Geen deelname | Geen deelname | Geen deelname | Geen deelname | Geen deelname |
| 1995 | Geen deelname | Geen deelname | Geen deelname | Geen deelname | Geen deelname | Geen deelname | Geen deelname |
| 1996 | Geen deelname | Geen deelname | Geen deelname | Geen deelname | Geen deelname | Geen deelname | Geen deelname |
| 1997 | Geen deelname | Geen deelname | Geen deelname | Geen deelname | Geen deelname | Geen deelname | Geen deelname |
| 1998 | Geen deelname | Geen deelname | Geen deelname | Geen deelname | Geen deelname | Geen deelname | Geen deelname |
| 1999 | Geen deelname | Geen deelname | Geen deelname | Geen deelname | Geen deelname | Geen deelname | Geen deelname |

| Jaar | Plaats        | Skip                | WG            | W             | V             | PV            | PT            |
| ---- | ------------- | ------------------- | ------------- | ------------- | ------------- | ------------- | ------------- |
| 2000 | Geen deelname | Geen deelname       | Geen deelname | Geen deelname | Geen deelname | Geen deelname | Geen deelname |
| 2001 | Geen deelname | Geen deelname       | Geen deelname | Geen deelname | Geen deelname | Geen deelname | Geen deelname |
| 2002 | Geen deelname | Geen deelname       | Geen deelname | Geen deelname | Geen deelname | Geen deelname | Geen deelname |
| 2003 | Geen deelname | Geen deelname       | Geen deelname | Geen deelname | Geen deelname | Geen deelname | Geen deelname |
| 2004 | Geen deelname | Geen deelname       | Geen deelname | Geen deelname | Geen deelname | Geen deelname | Geen deelname |
| 2005 | Geen deelname | Geen deelname       | Geen deelname | Geen deelname | Geen deelname | Geen deelname | Geen deelname |
| 2006 | Geen deelname | Geen deelname       | Geen deelname | Geen deelname | Geen deelname | Geen deelname | Geen deelname |
| 2007 | Geen deelname | Geen deelname       | Geen deelname | Geen deelname | Geen deelname | Geen deelname | Geen deelname |
| 2008 | Geen deelname | Geen deelname       | Geen deelname | Geen deelname | Geen deelname | Geen deelname | Geen deelname |
| 2009 | Geen deelname | Geen deelname       | Geen deelname | Geen deelname | Geen deelname | Geen deelname | Geen deelname |
| 2010 | Geen deelname | Geen deelname       | Geen deelname | Geen deelname | Geen deelname | Geen deelname | Geen deelname |
| 2011 | 30            | Allen Coliban       | 8             | 3             | 5             | 42            | 61            |
| 2012 | 30            | Bogdan Taut         | 6             | 1             | 5             | 25            | 48            |
| 2013 | 24            | Allen Coliban       | 7             | 1             | 6             | 34            | 60            |
| 2014 | 25            | Allen Coliban       | 7             | 0             | 7             | 32            | 66            |
| 2015 | 33            | Allen Coliban       | 10            | 3             | 7             | 50            | 58            |
| 2016 | 32            | Stefan Bodea        | 10            | 3             | 7             | 77            | 97            |
| 2017 | 31            | Stefan Bodea        | 8             | 2             | 6             | 48            | 58            |
| 2018 | 30            | Allen Coliban       | 7             | 4             | 3             | 58            | 43            |
| 2019 | 28            | Allen Coliban       | 10            | 6             | 4             | 56            | 55            |
| 2021 | 29            | Valentin Anghelinei | 9             | 3             | 6             | 38            | 68            |
| 2022 | 27            | Allen Coliban       | 8             | 5             | 3             | 54            | 37            |
| 2023 | Geen deelname | Geen deelname       | Geen deelname | Geen deelname | Geen deelname | Geen deelname | Geen deelname |
| 2024 | 28            | Allen Coliban       | 9             | 5             | 4             | 42            | 53            |
| 2025 | 31            | Allen Coliban       | 8             | 3             | 5             | 45            | 47            |

Andorra · Australië · België · Bosnië en Herzegovina · Brazilië · Bulgarije · Canada · China · Chinees Taipei · Denemarken · Duitsland · Engeland · Estland · Filipijnen · Finland · Frankrijk · Georgië · Griekenland · Groot-Brittannië · Guyana · Hongarije · Hongkong · Ierland · IJsland · India · Israël · Italië · Jamaica · Japan · Kazachstan · Kenia · Kirgizië · Kroatië · Letland · Liechtenstein · Litouwen · Luxemburg · Mexico · Nederland · Nieuw-Zeeland · Nigeria · Noorwegen · Oekraïne · Oostenrijk · Polen · Portugal · Puerto Rico · Qatar · Roemenië · Rusland · Saoedi-Arabië · Schotland · Servië · Slovenië · Slowakije · Spanje · Thailand · Tsjechië · Tsjecho-Slowakije · Turkije · Verenigde Staten · Wales · Wit-Rusland · Zuid-Korea · Zweden · Zwitserland